# Glaucopsyche toxeuma
Glaucopsyche toxeuma är en fjärilsart som beskrevs av Brown 1971. Glaucopsyche toxeuma ingår i släktet Glaucopsyche och familjen juvelvingar. Inga underarter finns listade i Catalogue of Life.